# Wirtschaft in der Stadt Emden
Die Wirtschaft in der Stadt Emden in Ostfriesland ist seit Jahrhunderten geprägt vom Seehafen der Stadt. Dieser war im 20. Jahrhundert auch Basis für Industrieansiedlungen wie beispielsweise den Nordseewerken (1903) und dem Volkswagenwerk Emden (1965).
Emden hat eine überdurchschnittliche Arbeitsplatzdichte und versorgt weite Teile Ostfrieslands mit Arbeitsplätzen. Entsprechend hoch ist die Zahl der Einpendler.

## Hafen
In Emden befindet sich ein Seehafen an der Mündung der Ems in die Nordsee. Es handelt sich dabei um den westlichsten Seehafen Deutschlands. Der Hafen hatte bereits um 1600 große Bedeutung, die aber in den folgenden Jahrhunderten abnahm. Seit dem späten 19. Jahrhundert erfolgten ein großzügiger Ausbau und Industrieansiedlungen.
Der drittgrößte Autoverladehafen Europas in Emden schlägt fast ausschließlich Fahrzeuge des Volkswagen-Konzerns um. Hinzu kommen unter anderem Forstprodukte, Baustoffe und zunehmend auch Windenergieanlagen. Außerdem besteht ein Fährverkehr nach Borkum.

## Industrie

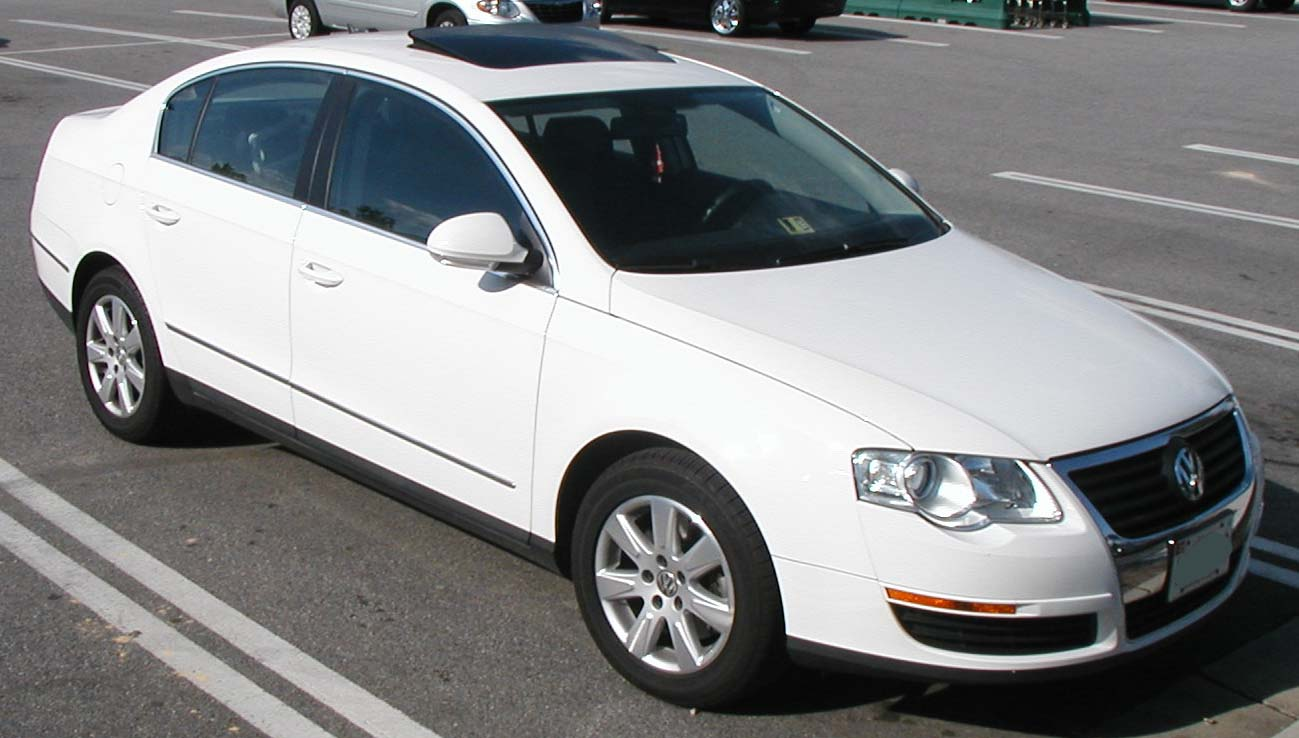
Emder Produkt: VW Passat

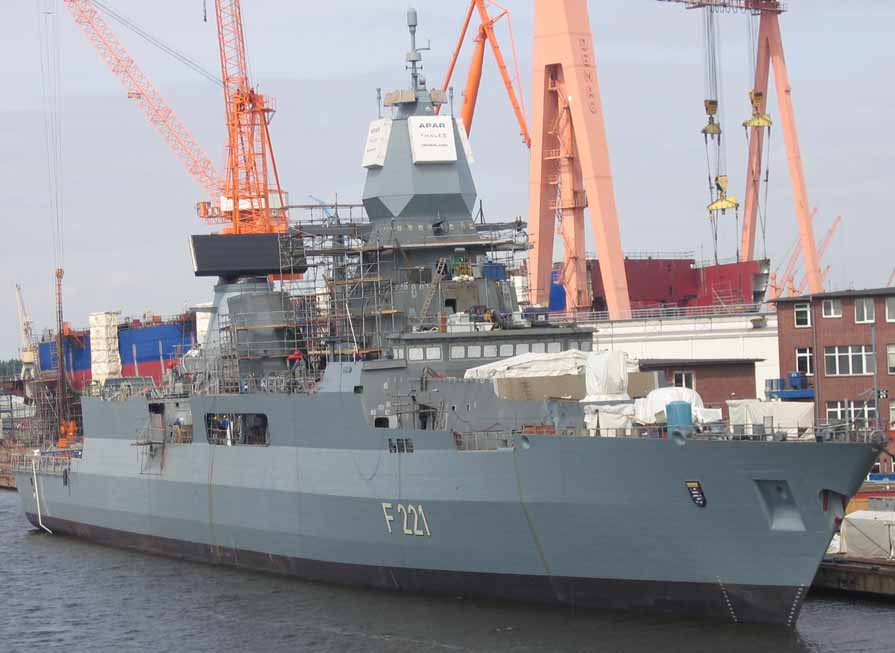
Emder Produkt: Fregatte Hessen der Deutschen Marine bei der Ausrüstung (2004)

Größter Arbeitgeber in Emden ist das ansässige VW-Werk. Gemessen an der Zahl der Beschäftigten handelt es sich um den größten industriellen Produktionsstandort westlich von Bremen und nördlich des Ruhrgebietes. Das Werk zählt heute etwa 8.100 Beschäftigte und nahm nach neunmonatiger Bauzeit 1965 die Produktion auf, zunächst mit dem VW Käfer. Hier lief 1978 der letzte in Deutschland produzierte Käfer vom Montageband. Seit 1978 wird im Emder Werk der VW Passat produziert, die Fabrik ist das Leitwerk für dieses Modell. Neben der Limousine wird auch das Kombi-Modell Variant in Emden hergestellt, letzteres ausschließlich in der Seehafenstadt. Der VW-Konzern entschied sich seinerzeit aufgrund der Lage als westlichster Seehafen Deutschlands und wegen des vorhandenen Flächenreservoirs in den Poldern für Emden als Produktionsstandort. Im Industriepark Frisia, auf dem Gelände einer abgerissenen Erdölraffinerie vor den Toren des VW-Werkes, haben sich inzwischen mehrere Zulieferfirmen angesiedelt.
Zweitgrößter industrieller Arbeitgeber in Emden und drittgrößter in Ostfriesland nach VW und Enercon waren bis 2009 die Nordseewerke. Seinerzeit verkaufte Thyssen Krupp die Werft an die SIAG-Gruppe, die dort Fundamente für Offshore-Windenergieanlagen herstellte. SIAG hatte 2012 rund 700 Beschäftigte.  Nach einem weiteren Eigentümerwechsel wurde im Jahr 2015 über das Vermögen der Nordseewerke das Insolvenzverfahren eröffnet und die Gesellschaft aufgelöst. Ende 2016 wurde der Bau von Schiffsteilen durch die Nordseewerke Emden Shipyard aufgenommen, die im August 2018 in die Insolvenz ging. Nach dem Einstieg der norwegischen Fosen Yards wird die Werft seit Anfang 2019 als Fosen Yard Emden GmbH weitergeführt. Diese meldete im Juni 2022 Insolvenz an.
Als Werftbetrieb verblieb das seit 2015 zur im Schifffahrtssektor spezialisierten Hamburger Gesellschaft Seafort Advisors gehörende Unternehmen Emder Werft- und Dockbetriebe mit 110 Beschäftigten sowie Außenstellen von Blohm und Voss sowie HDW mit zusammen etwa 220 Beschäftigten.  Seinen in Emden verbliebenen Standort mit etwa 220 Mitarbeitern will ThyssenKrupp Marine Systems schließen.
Neben den Industrie-Beschäftigten auf den Werften und im VW-Werk gibt es noch eine Reihe anderer Unternehmen in der Stadt, vornehmlich des Bausektors, des Maschinenbaus und der Lebensmittelindustrie. Es existiert noch eine kleine Zahl an fischverarbeitenden Betrieben. Zudem gibt es eine Anzahl von Schiffsausrüstungsbetrieben und anderen Werftzulieferern, darunter im Bereich der Navigations- und Kommunikationstechnik (siehe auch unten: Unternehmen und Behörden).

## Dienstleistungen
Emden erfüllt für das nähere Umland eine Funktion als Einkaufsstadt. Dabei befindet sich die Stadt in Konkurrenz zu Nachbarstädten, insbesondere Aurich und Leer. Im Gegensatz zu diesen beiden Städten fehlt Emden aber ein gutes Stück des potenziellen Umlandes aufgrund der Lage an Ems und Dollart. Als größte Stadt Ostfrieslands hat Emden dennoch eine wichtige Funktion im ostfriesischen Einzelhandel. Im Stadtteil Larrelt, am Beginn der Autobahn 31, befindet sich das größte Einkaufszentrum Ostfrieslands, das Dollart-Center.
Es gibt eine Reihe Firmen, die dem Sektor industrienahe Dienstleistungen zuzurechnen sind. Dabei handelt es sich teilweise um Dependancen von Firmen, deren Sitz außerhalb Emdens liegt. Neben den Hafendienstleistern wie Umschlagbetrieben existiert noch eine kleine Anzahl an Reedereien.

## Energie

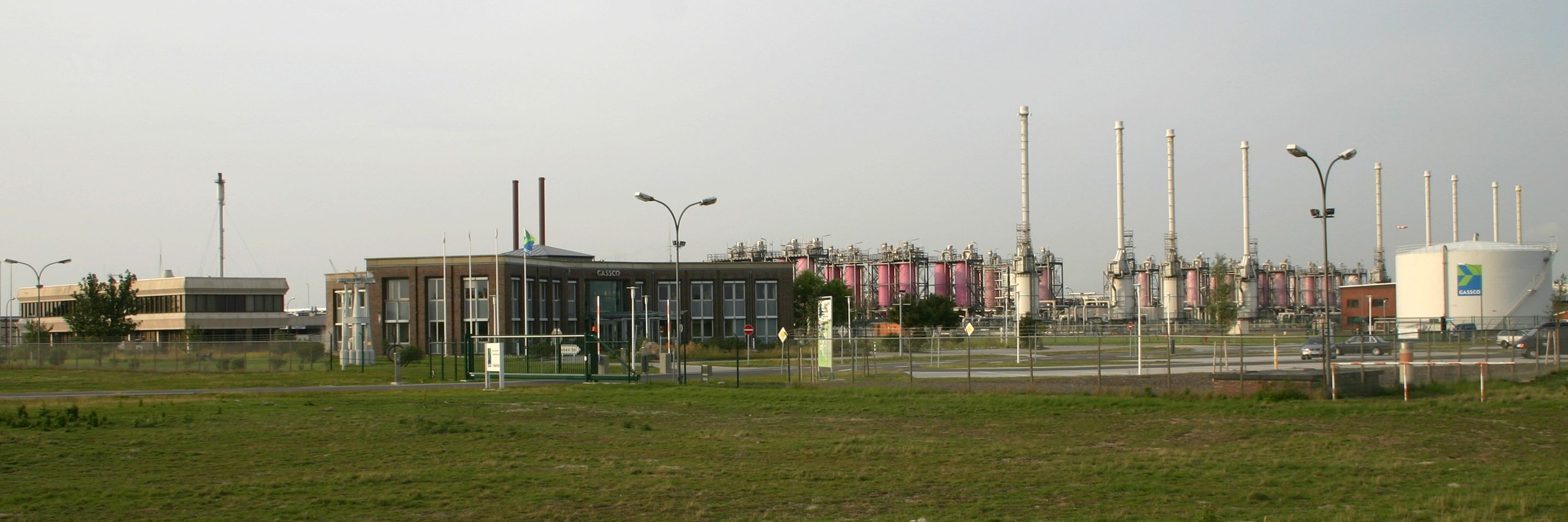
Gasanlandestation, gemeinsam betrieben von StatoilHydro und ConocoPhillips

Im Bereich alternativer Energieerzeugung wurden seit den 1990er Jahren im Windpark Rysumer Nacken eine Reihe kleiner bis großer Windenergie- und Photovoltaikanlagen errichtet. Unter anderem stehen in Emden mehrere Anlagen der zurzeit leistungsfähigsten Windenergieanlage der Welt, der E-126 von Enercon. Enercon fertigt zudem in einem Betontürme-Fertigteilewerk im Emder Hafen, das 2005 seinen Betrieb aufgenommen hat.
Am Rysumer Nacken, einer der Nordsee abgerungenen, aufgespülten Fläche im äußersten Westen Emdens an der Knock, befindet sich seit Mitte der 1970er Jahre eine Erdgas-Anlandestation. Diese empfängt das Gas aus norwegischen Feldern in der Nordsee. Damit wird über Emden ein wesentlicher Teil des deutschen Gas-Importes angeliefert.
Von den 1950er bis in die 1990er Jahre produzierte das Emder Kraftwerk Strom, zunächst aus Steinkohle, später aus Erdgas. Dann wurden der letzte Block des Kraftwerkes (früher Preußen Elektra, heute zu E.ON) abgeschaltet. Im Frühjahr 2006 hat der Energiekonzern das Kraftwerk Emden 4 (Leistung 400 MW) wieder in Betrieb genommen. Basis ist weiterhin Erdgas. Zudem gibt es seit 2005 ein Biomasse-Kraftwerk im Emder Hafen.
Bei der Nutzung regenerativ erzeugter Energien setzt die Seehafenstadt nicht allein auf Wind, sondern in zunehmendem Maße auch auf Solarenergie. So wurden unter anderem öffentliche Gebäude wie Schwimmbäder oder eine mehrere hundert Meter lange Lärmschutzwand an der A 31 mit Solarkollektoren ausgerüstet. Die Stadt erhielt 2005 den Deutschen Solarpreis für ihre Bemühungen auf dem Feld der Nutzung regenerativ erzeugter Energie. Die Stadt sei „sowohl in Deutschland als auch in Europa (…) Vorbild bei der Nutzung erneuerbarer Energien“, hieß es zur Begründung.

## Tourismus
In den vergangenen Jahren wurde auch der Tourismus als Standbein entwickelt. Dabei herrschen Tagestouristen vor, die im Zuge eines Urlaubes an der Küste Emden besuchen. Die Touristen besuchen dabei vor allem die kulturellen Einrichtungen Emdens. Des Weiteren wurde (und wird) insbesondere der Wassertourismus ausgebaut. Beim Fahrradtourismus arbeitet die Stadt eng mit den umliegenden Kreisen zusammen.
Als Beginn der touristischen Entwicklung Emdens können dabei die 1980er Jahre gelten. In diesem Jahrzehnt fand nicht nur eine Hinwendung zum historischen Erbe der Stadt auf städtebaulichem Gebiet statt, indem der Stadtteil Constantia gänzlich neu errichtet und mit Grachten versehen wurde. Auch die weitere touristische „Infrastruktur“ wurde ausgebaut. Gleichwohl wurden in den 1970er Jahren mit der Errichtung der Nordseehalle sowie des Neuen Theaters auch bereits Grundsteine gelegt. Das erste der im Ratsdelft liegenden Museumsschiffe, das Feuerschiff Amrumbank, machte 1984 dort fest. 1988 kam der Seenotkreuzer Georg Breusing hinzu. Weiter befindet sich der Museumslogger Stadt Emden im Ratsdelft. Die Emder Kunsthalle wurde 1986 eröffnet. Otto Waalkes eröffnete in dieser Zeit sein Otto-Huus. Im Jahre 1989 wurde zudem das Regionale Umweltbildungszentrum Ökowerk Emden im Stadtteil Borssum gegründet.
Einen Schub erhielt die touristische Entwicklung auch noch einmal in den 1990er Jahren. In diese Zeit fallen der Startschuss für das Emder Filmfest (1990), die Eröffnung der Johannes a Lasco Bibliothek (1995) und die „Umwandlung“ des Emder Stadtfestes in das Delftfest, bei dem der historische Hafenteil in den Blickpunkt rückt. Auch das Matjesfest wurde in dieser Zeit etabliert.
Im ersten Jahrzehnt des neuen Jahrtausends ist vor allem der 2005 abgeschlossene, zweijährige Umbau des Ostfriesischen Landesmuseums zu nennen. Die Errichtung eines kombinierten Hallen- und Freibades (Friesen-Therme Emden) mit Wellness-Angeboten (Eröffnung: Dezember 2006) erweitert zudem das Angebot für Einheimische, aber eben auch für Gäste.
Neben dem Nutzen als kulturelle Errungenschaften für die Emder und die Ostfriesen dienen die genannten Einrichtungen auch den Touristen, die einen Urlaub an der Küste verbringen. Insbesondere an Tagen mit eher „schlechtem Wetter“ sind die kulturellen Einrichtungen Emdens Ziele von Ostfriesland-Touristen. Der Ausbau der Wassersport-Infrastruktur wurde und wird ebenfalls vorangetrieben. Hierbei profitiert Emden von seiner Lage als Schnittstelle zwischen dem nordwestdeutschen und dem niederländischen Binnen-Wasserstraßennetz bei gleichzeitigem Zugang zur Hochsee.
Die Ausweisung von Ferienwohnungen und Ferienhäusern sowie die Errichtung des Parkhotels Upstalsboom in Emden sind wirtschaftliche Zeichen der touristischen Entwicklung. Ein Campingplatz befindet sich in der Nähe des Seedeiches an der Knock.
Emden liegt an den folgenden Rad- und Fernwanderrouten: North Sea Cycle Route, Internationale Dollard Route und Dortmund-Ems-Kanal-Route.
Im Zuge der Förderung des Tourismus in Emden, aber auch der Erhöhung der Lebensqualität im Stadtzentrum, wurde seit Ende der 1990er Jahre / Beginn dieses Jahrtausends das Projekt „Alter Binnenhafen“ entwickelt. Ein Teilprojekt hiervon wird auch „Wasserstadt am Hafentor“ genannt. Die inzwischen längst nicht mehr für den Warenumschlag genutzten historischen Teile des Emder Hafens (Ratsdelft, Falderndelft, Alter Binnenhafen, Eisenbahndock) sollen dabei einer neuen Nutzung zugeführt werden.

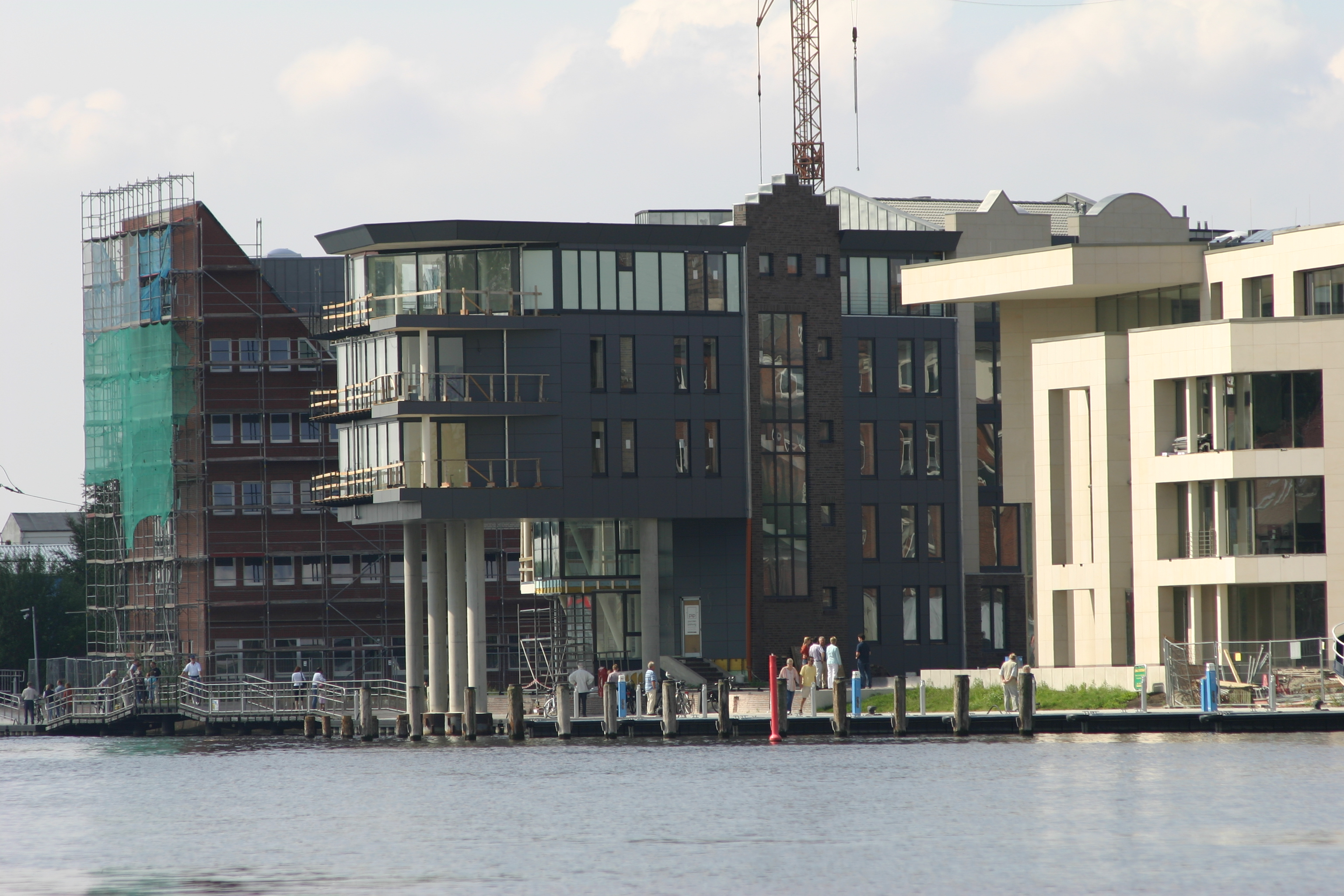
Die ersten Häuser der „Wasserstadt“ (v. l.): Stadtverwaltung neben „Kapitänshäusern“ (Wohnungen) und Reedereikontor

Im Einzelnen sind folgende Maßnahmen geplant:
- Bau von mehreren Bürogebäuden (u. a. für eine Reederei), eines Gebäudes für die Emder Stadtverwaltung sowie von Eigentumswohnungen (mit eigenem Yachthafen) auf der Westseite des alten Hafenteils. Mit dem Bau dieser Gebäude wurde bereits begonnen. Die ersten Eigentumswohnungen sowie das Reedereigebäude sind bereits bezogen. Später soll ein Hotel hinzukommen.
- Anlegen einer Promenade rund um den historischen Hafen, mit ca. 250 Bootsliegeplätzen sowie 45 Wohnmobil-Stellplätzen (teils fertiggestellt).
- Entwicklung eines neuen Stadtviertels mit Gartenhofhäusern und Steganlagen auf der Ostseite des historischen Hafens (zurzeit laufen vorbereitende Erdarbeiten).
- Neue kulturelle und gastronomische Einrichtungen, darunter ein Hotel im gehobenen Segment (in Planung).

Die bislang bekannt gewordene Investitionssumme allein für die Gebäude auf der Westseite des Binnenhafens sowie Promenade/Stell-/Liegeplätze beläuft sich auf etwa 35 Millionen Euro, davon rund acht Millionen Euro öffentliches Kapital.

## Landwirtschaft
Die Landwirtschaft spielt in puncto Wertschöpfung und Beschäftigung im Wirtschaftsleben der Stadt nur eine äußerst untergeordnete Rolle. Gleichwohl machen seit den umfangreichen Eingemeindungen im Zuge der niedersächsischen Gebietsreform 1972 Landwirtschaftsflächen 52,2 % des Stadtgebiets aus, womit Emden fast exakt im bundesrepublikanischen Durchschnitt von 52,3 % liegt, jedoch deutlich unter dem ostfriesischen Durchschnitt von rund 75 %. Im Jahr 2005 gab es im Stadtgebiet noch 75 landwirtschaftliche Betriebe, die zusammen 5088 Hektar Land bewirtschafteten. Die durchschnittliche Betriebsgröße lag somit bei etwa 68 Hektar. Die Zahl der landwirtschaftlichen Betriebe nahm in der jüngeren Vergangenheit jedoch stark ab: 1995 gab es noch 123 Betriebe, die zusammen 5543 Hektar Land bewirtschafteten, die durchschnittliche Betriebsgröße lag bei 45 Hektar. Die landwirtschaftlichen Betriebe konzentrieren sich in den Stadtteilen im äußersten Westen (Wybelsum, Logumer Vorwerk, Twixlum, Larrelt) und im äußersten Osten der Stadt (Wolthusen, Uphusen, Marienwehr, Petkum, Widdelswehr, Jarßum, Borssum). Da der Marschboden in den Poldergebieten sehr fruchtbar ist, wird in dem erst 1923 vollends eingedeichten Wybelsumer und Larrelter Polder Ackerbau betrieben. Auch die seit den 1950er Jahren mit Schlick überspülten Flächen östlich von Uphusen werden ackerbaulich genutzt, vor allem für den Maisanbau. Die Spülflächen wurden seinerzeit mit dem bei der Ausbaggerung des Emsfahrwassers angefallenen Schlick überspült und anschließend entwässert. Die Bodenwertzahl stieg durch das fruchtbare Baggergut erheblich. Die anderen landwirtschaftlichen Gebiete der Stadt sind Hammrichflächen und werden als Dauergrünland von Milchbauern genutzt.

## Statistik
Da das VW-Werk – gemessen an der Zahl der Beschäftigten – für Emden und weite Teile Ostfrieslands nach wie vor eine überragende Bedeutung hat, kann man von einer Monostruktur sprechen. Das Volkswagenwerk steht für den Großteil der Umsätze im produzierenden Gewerbe Ostfrieslands. Die folgenden Zahlen stammen aus dem Jahr 1999, dürften sich aber (trotz des Umsatzzuwachses beim Windenergieanlagenhersteller Enercon in Aurich) nicht wesentlich zuungunsten Emdens verschoben haben: Der Umsatz im produzierenden Gewerbe betrug 1999 in Emden 5,842 Milliarden DM, in Ostfriesland insgesamt 8,556 Mrd. DM. Der Anteil Emdens am ostfriesischen Gesamtumsatz betrug also 68,3 %.
Die Wirtschaftskraft in Emden liegt dank der Industriebetriebe deutlich über dem Bundesdurchschnitt (folgende Zahlen stammen aus dem Jahre 2003 und sind Regis-Online, der Wirtschaftsdatenbank für Nordwestdeutschland entnommen, siehe Quellen). Das Bruttoinlandsprodukt pro Einwohner betrug 38.995 Euro, das entsprach 151 % des Bundesdurchschnitts. Die Bruttowertschöpfung je Erwerbstätigem lag im produzierenden Gewerbe bei 65.136 Euro (120 % des Bundesdurchschnitts), im Dienstleistungsbereich bei 45.690 Euro (89 % des Bundesdurchschnitts) – ein klarer Hinweis auf Emdens Rolle als Industriestadt. Im Dienstleistungsbereich sind vor allem Hafendienstleistungen zu nennen. Obwohl der Anteil landwirtschaftlicher Flächen an der Gesamtfläche der Stadt mehr als 50 % beträgt, spielt die Landwirtschaft für die Beschäftigtenzahl in der Stadt nur eine äußerst untergeordnete Rolle.
Emden weist einen deutlichen Einpendler-Überschuss auf. Die einpendelnden Beschäftigten stammen zumeist aus Ostfriesland, in geringerem Maße auch von weiter her. Besonders hoch ist der Anteil der einpendelnden Beschäftigten aus dem Landkreis Aurich. Von den 26.548 sozialversicherungspflichtig Beschäftigten am Arbeitsort Emden (Stand: 30. Juni 2004) pendelten 15.624 ein. Zugleich arbeiteten 2666 Einwohner Emdens jenseits der Stadtgrenzen, was einen Pendlerüberschuss von 12.958 Personen ergab. Aufgrund der Größe der Unternehmen sind das VW-Werk und die Nordseewerke das vorrangige Ziel der Einpendler.
Aktuell gibt es in Emden rund 28.600 sozialversicherungspflichtig Beschäftigte (Emder Zeitung, 23. Dezember 2006). Bei einer Einwohnerzahl von etwa 51.700 liegt die Arbeitsplatzdichte in Emden damit bei überdurchschnittlichen 553 Arbeitsplätzen auf 1000 Einwohner. Eine aktuelle Studie der Initiative Neue Soziale Marktwirtschaft (INSM) führt Emden auf Rang 14 unter den deutschen Städten und Kreisen, wenn es um den Anteil des Pendlereinkommens am insgesamt erwirtschafteten Einkommen in der Stadt geht (siehe Quellen).
Trotz der hohen Arbeitsplatzdichte liegt die Arbeitslosenquote in der Stadt nicht nur klar über dem Durchschnitt der Bundesrepublik, sondern auch über dem Durchschnitt des Umlandes. So lag im Jahresmittel 2006 die Arbeitslosenquote im Bezirk Emden der Agentur für Arbeit (Stadt Emden, Landkreise Aurich und Wittmund, Stadt Borkum) bei 11,8 %. Im Bereich der Geschäftsstelle Emden (Stadt Emden, Gemeinden Krummhörn und Hinte) lag sie bei 13,9 %, in der Stadt Emden allein jedoch bei 16,2 % (Quelle: Arbeitsagentur/Stadtverwaltung). Selbst wenn die „Sonderfälle“ der Inseln (mit sehr niedriger Arbeitslosigkeit) den Gesamtwert auf dem Festland insgesamt drücken, so kann doch festgestellt werden, dass die Arbeitslosenquote in der Stadt Emden höher als im Umland ist. Die Arbeitslosenquote in Emden liegt damit auch über dem Durchschnitt der drei wichtigsten Nachbargemeinden Krummhörn, Hinte und Ihlow – diese sind als Wohnstandort beliebt, viele Arbeitnehmer pendeln allerdings nach Emden und (im Falle Ihlows) nach Aurich ein.
Die Regionalstudie der INSM aus dem Jahre 2006 bemängelt in Emden einen klar unterdurchschnittlichen Anteil älterer Arbeitnehmer über 55 Jahren, die in Lohn und Brot stehen: „25,9 Prozent aller Einwohner zwischen 55 und 65 Jahren gingen 2005 in Emden einer Arbeit nach. Der Bundesdurchschnitt betrug 29,4 Prozent.“ Auf der anderen Seite ist die Lehrstellensituation laut dieser Studie besser als im Bundesdurchschnitt: Auf 100 Nachfrager kamen im Jahr 2003 99 Ausbildungsplätze, der Bundesdurchschnitt betrug seinerzeit 96,8 Plätze. In den vergangenen Jahren haben insbesondere die regionalen Wirtschaftskammern (IHK, Handwerkskammer) gemeinsam mit kammerangehörigen Betrieben „konzertierte Aktionen“ für mehr Lehrstellenplätze gestartet.
Bei den Gewerkschaften dominiert deutlich die IG Metall. Der Verwaltungsstelle Emden, zu der neben der Seehafenstadt auch das Gebiet des früheren Landkreises Norden zählt, gehören etwa 16.500 Mitglieder an – bei einer Einwohnerzahl von etwas mehr als 140.000 (Quelle: IG Metall, s. Quellen).

## Verkehr

### Schienenverkehr
Emden verfügt über mehrere Bahnhöfe für den Personen- und Güterverkehr. Als Personenbahnhöfe dienen der Emder Hauptbahnhof sowie der Bahnhof Emden Außenhafen in unmittelbarer Nähe des Borkumkais, an dem die Fähren nach Borkum ablegen.
Der Hauptbahnhof ist Endpunkt der Bahnstrecke Rheine–Norddeich Mole Emden–Rheine(–Ruhrgebiet) und der Ostfriesischen Küstenbahn Emden–Norden–Norddeich, die beide elektrifiziert sind, sowie einer (seit 2006) ebenfalls mit Oberleitung versehenen Stichstrecke zum Außenhafenbahnhof.
Täglich fahren Intercitys in Richtung Köln (über Münster, Ruhrgebiet) sowie nach Berlin/Cottbus und Leipzig (über Bremen und Hannover). Regionalzugverbindungen bestehen nach Münster sowie über Oldenburg und Bremen nach Hannover. Einige derjenigen Züge, die in Emden enden, haben ihren Endhaltepunkt am Bahnhof Außenhafen, abgestimmt auf die Abfahrtzeiten der Borkumfähre. Die anderen enden am Hauptbahnhof.
Der jetzige Emder Hauptbahnhof wurde 1973 eingeweiht und ist ein grauer Betonbau, wie er in jenen Jahren üblich war. Wegen der Bodenverhältnisse in Emden (Marschboden) werden die einzelnen Bahnsteige nicht durch einen Fußgängertunnel erreicht, sondern über eine Überführung. Wegen des weichen Marschbodens sind Untertunnelungen recht kostenträchtig. Der Bahnhof und der Bahnhofsvorplatz mit dem ZOB wurden 2005/2006 umgestaltet.
Bis 1973 lag der Hauptbahnhof Emdens knapp zwei Kilometer weiter östlich. Dieser Bahnhof wurde auch Bahnhof Süd genannt. Der Bahnhof, der heute den Hauptbahnhof bildet, hieß damals Bahnhof West. Die letzten Gebäude und Gleise des früheren Hauptbahnhofes (Bahnhof Süd) wurden 2006 abgerissen, da das Gelände für Wohnbebauung vorbereitet wurde.
Emden verfügt über einen kleineren ehemaligen Rangierbahnhof, der unmittelbar südlich des früheren Emder Hauptbahnhofes liegt. Er hatte einst direkten Anschluss an das Eisenbahndock, wo Güter auf Schiffe verladen wurden. Dieser Güterbahnhof dient heute nur noch dem örtlichen Güterverkehr, insbesondere für den Schienentransport der in Emden verladenen Straßenfahrzeuge. Darüber hinaus gibt es einen Werksbahnhof des VW-Werkes mit einigen Rangier- und Verladegleisen. Im Hafen existieren ein eigener Hafenbahnhof und ein heute allerdings kaum noch genutzter Verladebahnhof am früheren Erzkai. Eine Vielzahl von Betrieben im Hafen verfügt über einen Gleisanschluss.
Die Eisenbahnstrecke von Emden nach Rheine, in den 1850er Jahren angelegt (siehe auch Hannoversche Westbahn), ist größtenteils zweigleisig gebaut. Wegen der Erztransporte per Bahn von Emden ins Ruhrgebiet wurde sie schon sehr früh für den Schwerstlastverkehr ausgelegt. Die Ostfriesische Küstenbahn zwischen Emden und Norddeich ist eingleisig.

### Straßenverkehr

Die Bundesautobahn 31 beginnt in Emden

Halbkreisförmig nördlich um Emden herum legt sich die Bundesautobahn 31 mit insgesamt fünf verschiedenen Anschlussstellen in der Stadt. Diese Autobahn, die umgangssprachlich auch Ostfriesenspieß genannt wird, verbindet Emden und Ostfriesland mit dem Ruhrgebiet. Die A 31 wurde im Dezember 2004 komplett fertig gestellt. Der erste Abschnitt der A 31 nach Emden wurde 1976 gebaut.
Die Bundesstraße 210 beginnt in Emden und führt in West-Ost-Richtung quer durch Ostfriesland bis in die Innenstadt von Wilhelmshaven. Der Abschnitt zwischen der Autobahn-Anschlussstelle Emden-Mitte und der Stadtgrenze ist einer der am stärksten befahrenen Abschnitte von Bundesstraßen in Ostfriesland.
In der Emder Innenstadt gibt es mehrere Fußgängerzonen. Bis auf die Fußgängerzone in der Brückstraße unmittelbar östlich des Rathauses sind die einzelnen Straßenzüge der Fußgängerzone miteinander vernetzt. In Emden gibt es ein Parkhaus mit 394 Stellplätzen in Bahnhofsnähe. Tiefgaragen existieren wegen der Bodenverhältnisse in der Stadt nicht, alle anderen öffentlichen Parkmöglichkeiten sind ebenerdig.

### Nahverkehr
Der ÖPNV in Emden wird mit Bussen durchgeführt. Neben den Stadtbuslinien der Stadtverkehr Emden GmbH (SVE), einem Tochterunternehmen der Stadtwerke Emden, gibt es auch Verbindungen ins Umland, die von der DB-Tochter Weser-Ems-Bus GmbH (WEB) bedient werden.
Die Hauptstrecke im Stadtverkehr verläuft von Norden nach Südosten und verbindet die größten Emder Stadtteile. Überlandverbindungen gibt es nach Pewsum, Greetsiel, Wirdum, Norden, Leer und Aurich. Die Stadt Emden ist in den Verkehrsverbund Ems-Jade (VEJ) integriert, der Ostfriesland sowie den Landkreis Friesland und die Stadt Wilhelmshaven umfasst.
Von 1902 bis 1953 bestand die Straßenbahn Emden.

### Fahrradverkehr
Im Emden existieren Radwege an fast allen Hauptstraßen sowie eine Reihe Fahrradstraßen. An vielen Straßen, darunter einigen Hauptausfallstraßen, liegen die Radwege bereits nicht mehr im Fußgängerbereich, sondern sind durch Markierungen von den Kfz-Spuren getrennt. Emden ist – anders als beispielsweise die Nachbarstadt Leer – bislang noch nie in eine engere Sieger-Auswahl bei Wettbewerben in puncto Fahrradfreundlichkeit gekommen.

### Luftverkehr
Die Stadt besitzt einen kleinen Flugplatz mit Linienverkehr zu allen Ostfriesischen Inseln sowie für den Geschäftsverkehr der ortsansässigen Unternehmen, insbesondere VW. Emden ist Sitz der Ostfriesische Lufttransport GmbH (OLT), die hier auch eine ihrer beiden Flugzeugwerften betreibt – die zweite, größere befindet sich in Bremen.

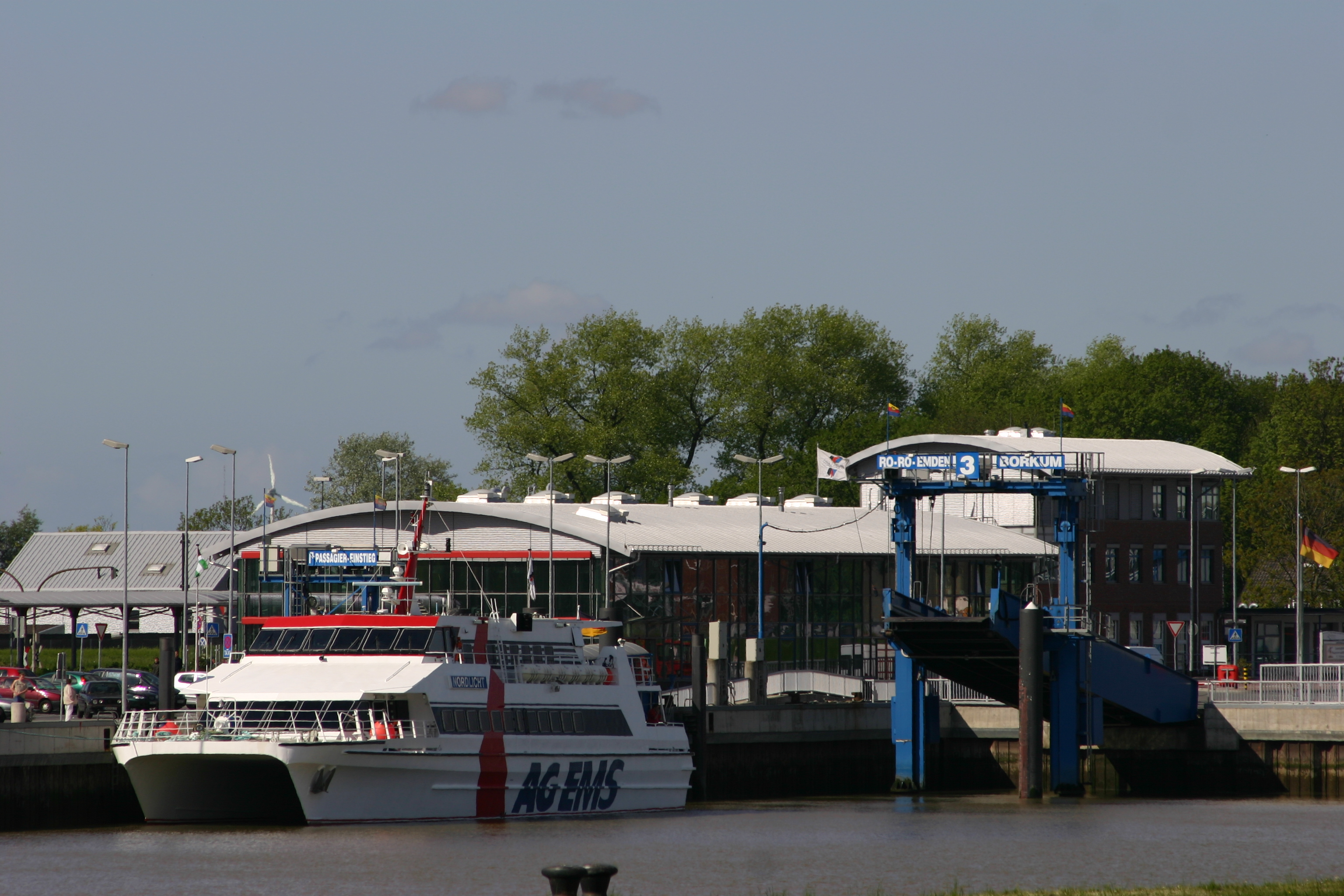
Katamaran der AG Ems am Borkumkai

### Fährverkehr
Es gibt einen Fähranleger im Emder Außenhafen. Von dort aus fahren täglich Fähren und Katamarane auf die Insel Borkum, zudem gibt es technische Einrichtungen zur Abfertigung größerer RoRo-Schiffe. Ein weiterer Fähranleger für den Ausflugsverkehr befindet sich an der Knock. Zwischen dem Emder Stadtteil Petkum und dem Fischerdorf Ditzum im Rheiderland verkehrt die Fähre Ditzum–Petkum. Diese wurde früher von Berufspendlern intensiv genutzt. Heute bewegt sich die Zahl der Berufspendler jedoch nur noch im niedrigen zweistelligen Bereich, die touristische Nutzung (Dollardroute) herrscht vor.

### Schiffsverkehr
Richtung Süden verbindet der Dortmund-Ems-Kanal den Hafen Emden via Münster mit dem Ruhrgebiet und dem Rhein, über den Mittellandkanal sind Magdeburg, Berlin, Dresden und Prag erreichbar. Als Ergänzung des Dortmund-Ems-Kanals und zur Entlastung der Schleusen im Emder Hafen dient der Ems-Seitenkanal, der von Emden zum emsabwärts gelegenen Ort Oldersum führt. Über den Ems-Jade-Kanal ist Emden mit Aurich und Wilhelmshaven verbunden. Der Ems-Jade-Kanal ist allerdings zum größten Teil nur noch für die Sportschifffahrt von Bedeutung. Lediglich der Transport von Baustoffen nach Aurich fällt noch ein wenig ins Gewicht.

## Unternehmen und Behörden

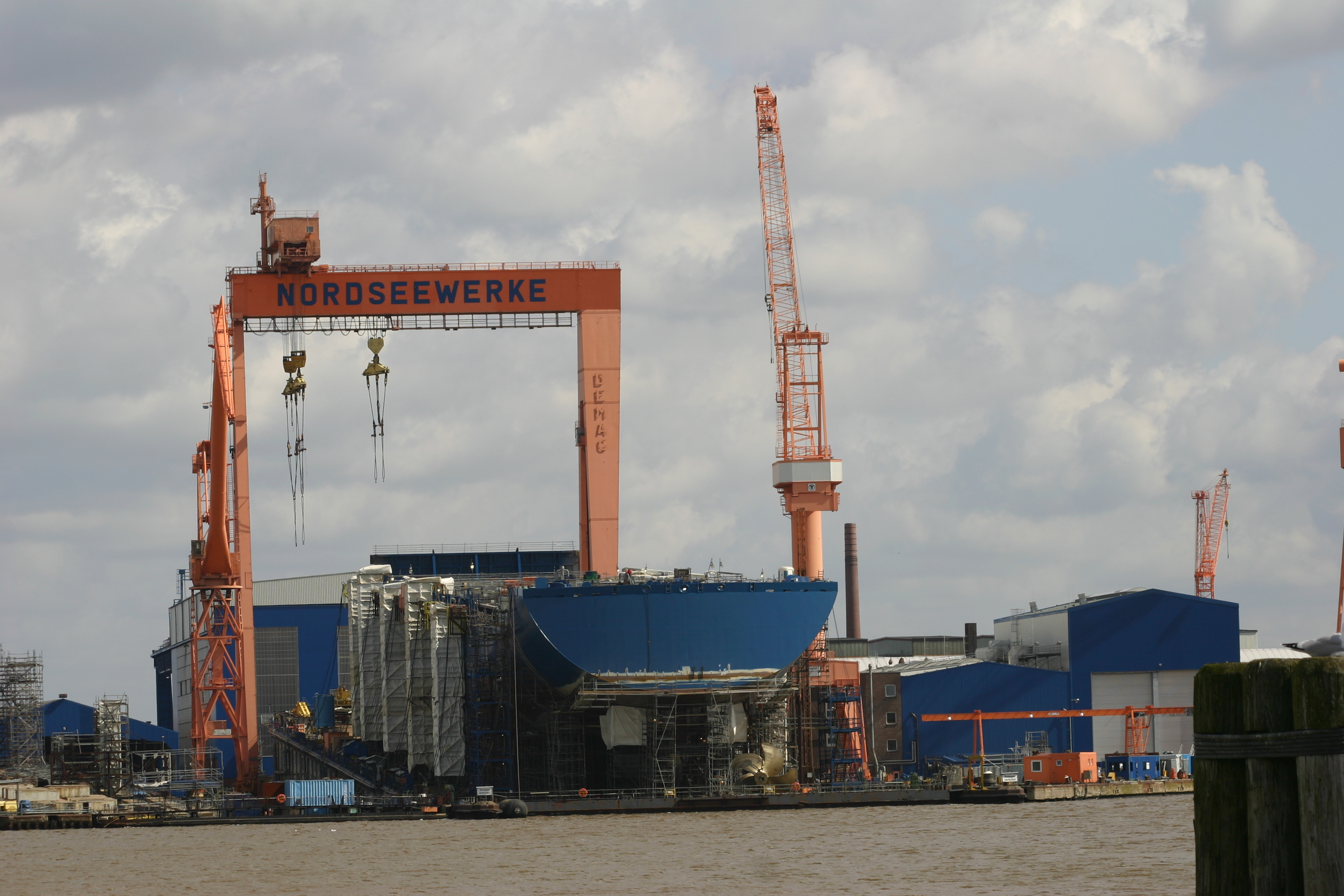
Blick auf die Helling der Nordseewerke

Mit weitem Abstand wichtigster industrieller Arbeitgeber der Stadt (und der gesamten Region) ist das Volkswagenwerk mit mehr als 9000 Beschäftigten. Hinzu kommen noch einmal fast 2000 Beschäftigte bei VW-Tochterfirmen (darunter VW Coaching, die Ausbildungsfirma des Konzerns) sowie bei Zulieferern, die sich vor den Toren des Werkes angesiedelt haben. Zu den Zulieferern gehören Brose, Peguform und viele weitere.
In der Seehafenstadt gibt es zudem Werften sowie diverse Schiffbauzulieferer: Die Nordseewerke stellten bis Ende 2009 mit zuletzt rund 1400 Beschäftigten Schiffe für militärische wie zivile Nutzung her, darunter U-Boote, Fregatten und Korvetten sowie Containerfrachter. Die Cassens-Werft ist eine traditionsreiche Werft mit 92 Beschäftigten und hat sich auf kleinere Frachter sowie Yachten spezialisiert. Inklusive Leiharbeiter arbeiten bis zu 300 Menschen auf dieser Werft. Eine Vielzahl von Zulieferbetrieben stellt Schiffselektronik, Navigations- und Kommunikationsgeräte her.
Im Maschinenbau ist die Ostfriesische Maschinenbau AG (OMAG) tätig, die inzwischen zur Emder Weets-Gruppe gehört und etwa 120 Mitarbeiter beschäftigt. Daneben gibt es in Emden weitere Stahlbaufirmen, mehrere Druckereien und ein Holzwerk. Größtes der Emder Unternehmen auf dem Bausektor ist die Gebr. Neumann GmbH, ein Unternehmen mit mehreren hundert Beschäftigten an verschiedenen Standorten, deren größter sich in Emden befindet. Das Unternehmen hat sich unter anderem auf das Bauen am und im Wasser spezialisiert. Teils dem Bausektor, teils dem Maschinenbausektor ist das Unternehmen Klaas Siemens GmbH zuzuordnen, das sich auf Wasserbauten (unter anderem diverse Schleusen im gesamten Bundesgebiet) spezialisiert hat und etwa 40 Mitarbeiter beschäftigt.
Im Bereich der Nahrungsmittelindustrie ist Thiele & Freese zu nennen, eines von drei Teeproduktions- und Teehandelshäusern in Ostfriesland und das einzige, das weiterhin als Familienbetrieb geführt wird (Produkt: Thiele Tee). Costa ist seit Ende 2007 ein Unternehmen der apetito-Gruppe und stellt mit mehr als 80 Beschäftigten Fisch-Tiefkühlkost her. Im Bereich der Fischverarbeitung ist zudem die Firma Fokken & Müller aktiv, die mit rund zwanzig Beschäftigten Fischspezialitäten produziert, darunter den Emder Matjes.

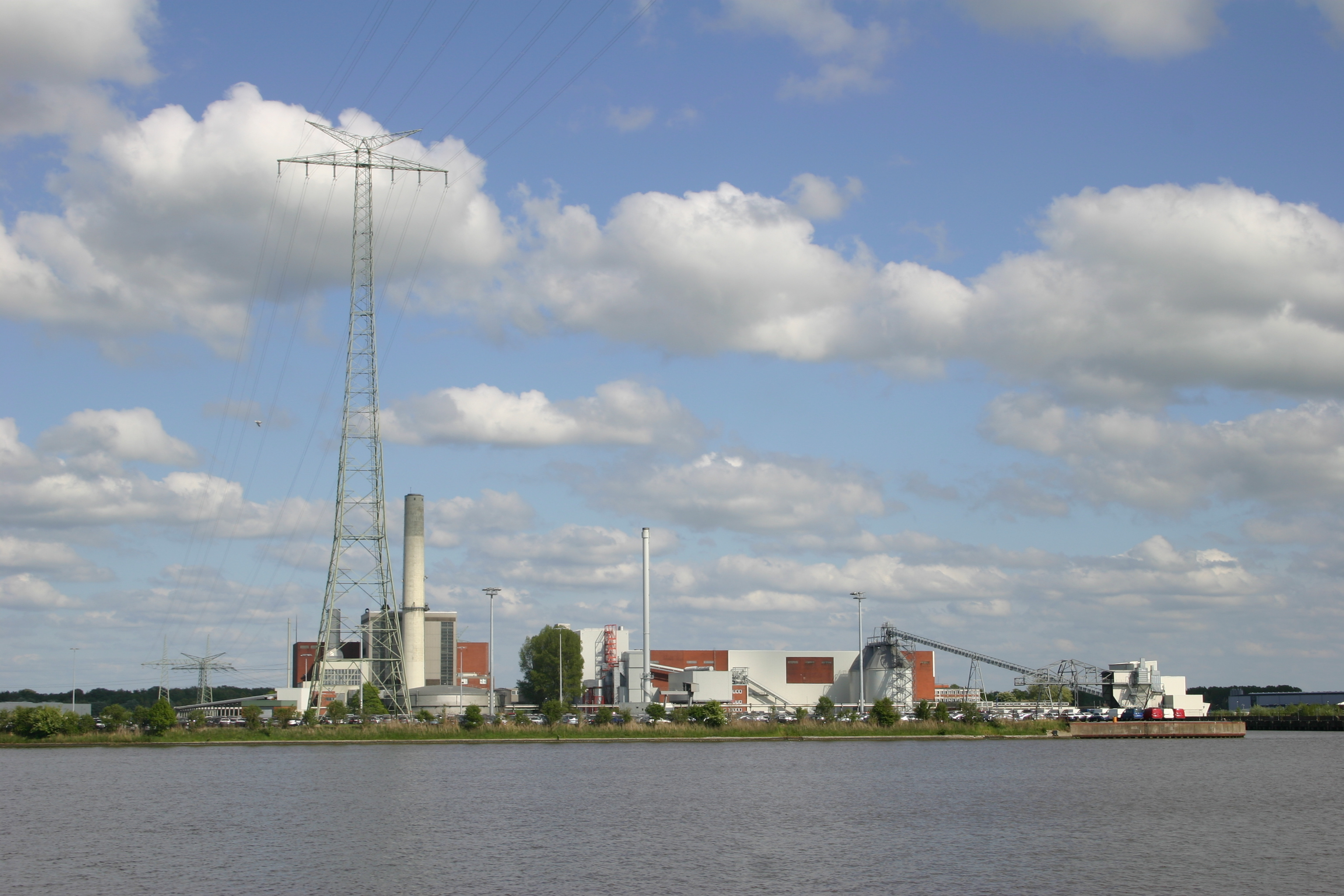
E.ON-Gaskraftwerk im Emder Hafen

Energieerzeugung und -verteilung: Der norwegische Energiekonzern Statoil hat in Emden seinen Deutschland-Sitz und betreibt dort eine Erdgas-Reinigungs- und Verteileranlage mit 85 Beschäftigten. Der US-amerikanische Energiekonzern ConocoPhillips betreibt zusammen mit Statoil die Erdgas-Reinigungsanlage. Der Energiekonzern E.ON betreibt in Emden ein Gaskraftwerk (400 MW) und ist zudem an einem Biomasse-Heizkraftwerk (20 MW) beteiligt. Die mittelständische Tankstellen-Kette Score versorgt 37 Tankstellen in Nordwestdeutschland.
Der Auricher Windenergieanlagen-Hersteller Enercon fertigt in Emden Betonfertigteile für die Türme der Windenergieanlagen. Zudem ist Enercon am Windpark im Wybelsumer Polder im Westen Emdens beteiligt, der nach Betreiberangaben einer der größten Windparks an Land in Europa ist. Nachdem der Sitz der BARD Engineering GmbH von Bremen nach Emden verlegt wurde, produzierte BARD von 2006 bis 2012 im Emder Werk Windenergieanlagen und errichtete nordwestlich von Borkum den Offshore-Windpark BARD Offshore 1.
An Reedereien ist die AG Ems zu nennen, die den Fährverkehr von Emden und Eemshaven nach Borkum betreibt, ebenso Ausflugsverkehr. Die AG Ems besitzt zudem gastronomische Betriebe in Emden und auf Borkum. In Emden gibt es darüber hinaus mehrere Seereedereien. Im Tourismus-Sektor sticht neben der AG Ems die W.-H.-Janssen-Gruppe hervor, die die Hotelkette Upstalsboom mit einer zweistelligen Zahl von Häusern an der Nord- und Ostseeküste sowie in Berlin betreibt.

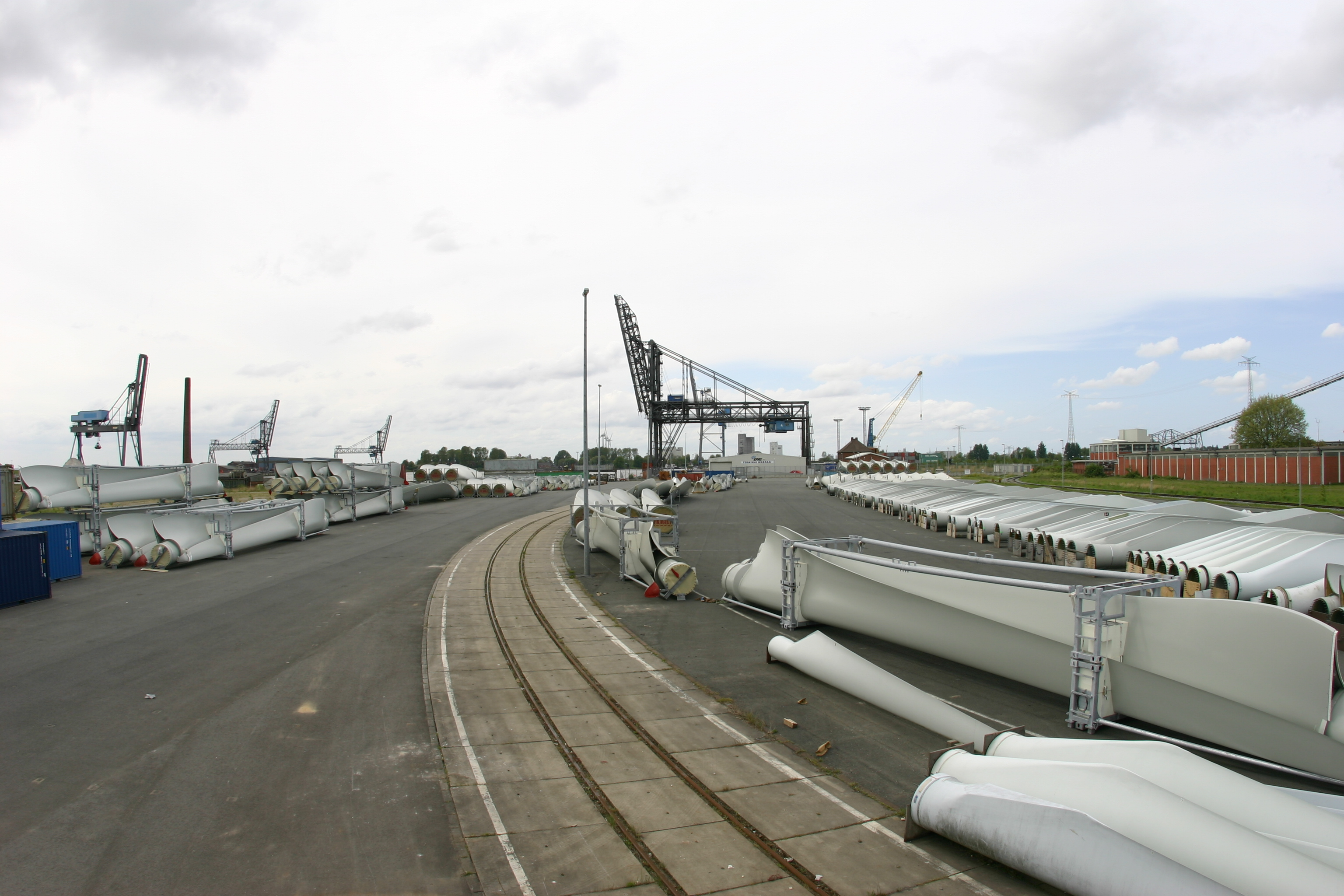
Umschlag von Rotoren für Windenergieanlagen

Eine größere Zahl von Betrieben ist im Hafenumschlag tätig. Dazu zählt die Autoport Emden GmbH, die der Hauptdienstleister für den Automobilumschlag in Emden ist. An der Firma sind VW Transport, die EVAG Emder Verkehrs und Automotive Gesellschaft mbH sowie die Anker Schifffahrtsgesellschaft mbH beteiligt. Die EVAG ist darüber hinaus im Umschlag von Militärgütern, Projektladungen und Massengütern tätig, betreibt den Containerterminal und stellt weitere Hafendienstleistungen wie Festmacher für Schiffe. Die Anker GmbH schlägt zudem Forstprodukte um. Die Firma OMYA schlägt flüssige mineralische Füllstoff- und Streichpigmente zur Papiererzeugung um und veredelt diese. Die Firma EPAS ist vorwiegend bei der Verladung von Windenergieanlagen tätig. TDS-Logistics verpackt Autoteile für Audi. Hinzu kommt eine Vielzahl weiterer kleinerer Umschlagsfirmen (unter anderem für Baustoffe) sowie Dienstleister wie Schleppbetriebe und eine Reihe teils spezialisierter Speditionen.
Die Emder Stadtverwaltung beschäftigt etwa 800 Menschen. Zudem gehören noch die im Folgenden aufgeführten Unternehmen zu wichtigen (öffentlichen) Arbeitgebern. Dabei handelt es sich um öffentliche Unternehmen – also solche, deren Eigentümer die Stadt Emden ist. Die Aufzählung erhebt keinen Anspruch auf Vollständigkeit, aufgeführt sind lediglich die wichtigeren Behörden und Betriebe.
Die Sparkasse Emden hatte 2004 nach eigenen Angaben eine Bilanzsumme von 644 Millionen Euro und knapp 240 Beschäftigte. Es existieren zwei Tochterunternehmen der Sparkasse, die im Immobiliengeschäft und der Vermögensberatung von Privatkunden tätig sind.
Die Stadtwerke Emden GmbH (SWE) übernehmen die Versorgung mit Gas, Wasser, Strom und Fernwärme im Emder Stadtgebiet. Strom wird zu einem kleineren Teil selbst mit Windenergieanlagen im Emder Stadtgebiet gewonnen, zum deutlich größeren Teil aber extern eingekauft. Ein Tochterunternehmen der SWE namens SWE Tel ist in der Telekommunikationsbranche aktiv. Weitere Tochterunternehmen der Stadtwerke und damit letztlich der Stadt Emden sind die Stadtverkehr Emden GmbH (SVE), die den ÖPNV mit Bussen innerhalb des Stadtgebiets sicherstellen, sowie die Flugplatz Emden GmbH (FPE), die den örtlichen Flugplatz betreibt.
Das Klinikum Emden ehem. Hans-Susemihl-Krankenhaus (HSK) ist die einzige Emder Klinik und eine gemeinnützige GmbH (gGmbH) der Stadt Emden. Benannt ist es nach dem Emder Oberbürgermeister Hans Susemihl (1888–1972), der nach dem Zweiten Weltkrieg 14 Jahre lang dieses Amt innehatte. Die Umbenennung erfolgte 1981.
Weitere wichtige (nicht-städtische) öffentliche Arbeitgeber mit einer teils dreistelligen Beschäftigtenzahl sind die Fachhochschule sowie mehrere Behörden, darunter das Finanzamt, das Gewerbeaufsichtsamt, das Amtsgericht, das Arbeitsgericht und das Wasser- und Schifffahrtsamt Emden (mit Außenstellen in Leer sowie auf Borkum und Norderney; zusammen 351 Beschäftigte).
Außerdem gibt es in der Seehafenstadt eine Niederlassung der landeseigenen Niedersachsen Ports GmbH (Hafenbetreiber) und die regionale Industrie- und Handelskammer für Ostfriesland und Papenburg. Emden ist zudem Sitz und Namensgeber des Bezirkes Emden der Bundesagentur für Arbeit. Dieser umfasst die Stadt Emden, den Landkreis Aurich, den Landkreis Wittmund sowie die Stadt Borkum im Landkreis Leer.

## Medien
In Emden erscheinende Tageszeitungen (außer sonntags) sind die Emder Zeitung (Marktanteil in der Stadt Emden nach eigenen Angaben etwa 70 %) und die Lokalausgabe Emden/Norden der ostfrieslandweit erscheinenden Ostfriesen-Zeitung. Zudem gibt es Anzeigenblätter, mittwochs erscheint das Heimatblatt, sonntags das Sonntagsblatt. Ein monatlich erscheinendes Anzeigenblatt ist Der Delftspucker.
In Emden befindet sich zudem die Hauptredaktion des Bürgerradios Radio Ostfriesland, weitere Redaktionen befinden sich in Aurich und Leer. Das Bürgerradio ist eines der 15 niedersächsischen Veranstalter von Bürgerrundfunk, wird aus öffentlichen Mitteln finanziert und hat seinen Emder Sitz im Gebäude der Volkshochschule.
Im Kabelnetz der Stadt wurde auch ein niederländischer Sender (Nederland 2) eingespeist. Dieser Sender wurde allerdings Anfang Dezember aus dem Kabelnetz entfernt. Emder Politiker bemühen sich allerdings um eine Wiedereinspeisung, da in Emden auch niederländische Bürger vertreten sind und man etwas von seinem „unmittelbaren“ Nachbarn präsentieren möchte. 2005 nahm der private lokale TV-Sender Friesischer Rundfunk (mit Sitz in Emdens Vorortgemeinde Hinte) seinen Betrieb auf und wird ebenfalls über das Kabelnetz verbreitet.